# 太霊道
太霊道（たいれいどう）とは田中守平が創始した霊術団体である。大正から昭和始めにかけての霊術ブームの引き金となった。霊術家の総数は、昭和初期ごろには、推定3万人まで達したといわれている。田中が昭和4年（1929年）に亡くなると、太霊道は急速に衰退し、消滅した。

## 概要
太霊道はいまの観点からみれば霊術というよりも霊能力を開花させるための団体であったというのが正しいかもしれない。太霊道の修行法は一般的に霊子顕動法を修得することから始まり、次に霊子潜動法を修得する。具体的な訓練方法として、呼吸法、断食法、気合法、催眠術、針を刺す法なども用いられた。また、西洋の心霊主義も取り入れ、テーブル・ターニングやウイジャ板なども用いていた。最終的には、千里眼、テレパシー、読心術、降雨術などを修得するに至るという訳である。彼の修行方法は、東洋と西洋の混合であったが、それを独自のシステムとして体系化し、さらには国粋主義的な道徳でもって思想化したところが特徴であった。
守平のかかげたカリキュラムでは、わずか10日で修得できるものになっている。
- 大正9年（1920年）田中守平の故郷である岐阜県恵那郡武並村（現在の岐阜県恵那市武並町）に大本院が出来たため、全国から多くの信者が訪れるようになり、国鉄中央本線には参拝客のために武並駅が設置され、また郵便物も増えたため、武並郵便局が開設されたが、大本院は数年後に不審火により消失した。田中が昭和4年（1929年）突然の発作で倒れ、46歳で亡くなると、太霊道は急速に衰退し、歴史の彼方に去り、武並村は寒村に戻った。

## 教義
開祖田中守平は太霊道による霊的文明の建設を唱えた。その目的は「宗教、科学、哲学、道徳を包容し超越する」「宇宙の真理を研究し、人生の本義を知る」「生命の根源を究明し、これを現す」ことである。その教義は大きく分けて次の5章からなる。
- 太霊章
- 宇宙章
- 社会章
- 国家章
- 個人章

## 関連文献
- 『奇跡の超能力開発法太霊道―超人霊術家・田中守平があみだした驚異の秘術』高木一行著 学習研究社
- 『太霊道及霊子術講授録』上下巻 田中守平著 八幡書店
- 『恵那市史 通史編 第3巻 2 (近・現代 2 生活・民族・信仰)』　第九章　村の発展　第一〇節　武並村の村つくり　二　武並村と太霊道　p122～p129　恵那市史編纂委員会　1991年